# Sierra Imataca
Sierra Imataca ist ein Dorf in Venezuela, im Bundesstaat Delta Amacuro.
Es ist Verwaltungssitz des Municipio Casacoima.
Das Dorf mit Umgebung hat etwa 5202 Einwohner.

## Politik
Der Bürgermeister seit 2008 ist José Santaella.